# 構造異性体
構造異性体（こうぞういせいたい、structural isomer）とは、化学における異性体の分類のひとつで、組成式は等しいが原子の間の結合関係が異なる分子のこと。すなわち、トポロジカル構造が異なる異性体にあたる。
グラフ理論の考え方を導入して説明する。原子を点とし結合を線としたグラフで分子を表したとき、実際の立体構造は無視して結合関係が異なるグラフで表される分子同士が構造異性体である。ただしこのとき多重度の異なる結合は別の種類の線として区別する。異性体のうち、構造異性体ではないが、3次元空間内ではどのような配座をとらせてもぴったりとは重ならないものは立体異性体と呼ぶ。
構造異性体としての性質を構造異性 (structural isomerism) と呼ぶ。構造異性の分類として、連鎖異性(chain isomerism、鎖形異性、鎖状異性ともいう)、位置異性 (position isomerism)、官能基異性 (functional isomerism)、メタメリー (metamery)、核異性 (nuclear isomerism) などの言葉もあるが、これらは定義に厳密さを欠くところもあり現在ではその使用は推奨されない。

## 例
- ブタンと2-メチルプロパン：組成式はともに C4H10 であるが、ブタンの構造式は H3C-CH2-CH2-CH3 であるのに対し、2-メチルプロパンは H3C-CH(CH3)-CH3 である。

このような例はシクロアルカンとアルケンの間にもある。